# Vhäldemar
Vhäldemar er spansk heavy/power metal-band fra Baracaldo (Vizcaya), stiftet i 1999.

## Medlemmer
- Pedro J. Monge – Guitar
- Carlos Escudero – Vokal (+ Guitar:1999-2010)
- Oscar Cuadrado – Bas
- Gonzalo "Gontzal" García – Trommer

### Tidligere medlemmer
- Eduardo Martínez – Trommer
- Aitor López – Guitar
- Alex de Benito - Trommer

## Diskografi

### Fight to the End(2002)
1. Black Beast
2. Energy
3. Feelings
4. Lost World
5. Old Kings
6. Number
7. 7
8. The Helmet of War
9. Fight to the End
10. Traitor
11. Vhäldemar

### I Made my Own Hell(2003)
1. I Made My Own Hell
2. Breakin' All the Rules
3. No Return
4. Steam-Roller
5. Old King's Visions (Part II)
6. Mystery
7. House of War
8. Moonlight
9. Dreamer
10. Death Comes Tonight
11. I Will Raise My Fist
12. March of Dooms
13. Gorgar (Bonus Track)

### Metal of the World(2010)
1. River of Blood
2. Dusty Road
3. Saints of Hell
4. Metal of the World
5. Wartime
6. My Nightmare
7. Wild Hearts
8. Bastards
9. Action
10. Light & Darkness
11. Arrows Flying High
12. Bachôs Invention (Instrumental)
13. Old King's Visions III

### Shadows Of Combat(2013)
1. Rock City
2. Black Thunder
3. Danger Street
4. The Rest of my Life
5. Beginning (instrumental)
6. Shadows of Combat
7. The Old Man
8. Old King´s Visions (Part IV)
9. Power of the Night
10. End of the World
11. Metal & Roll